# سولووتسکی (استان آرخانگلسک)

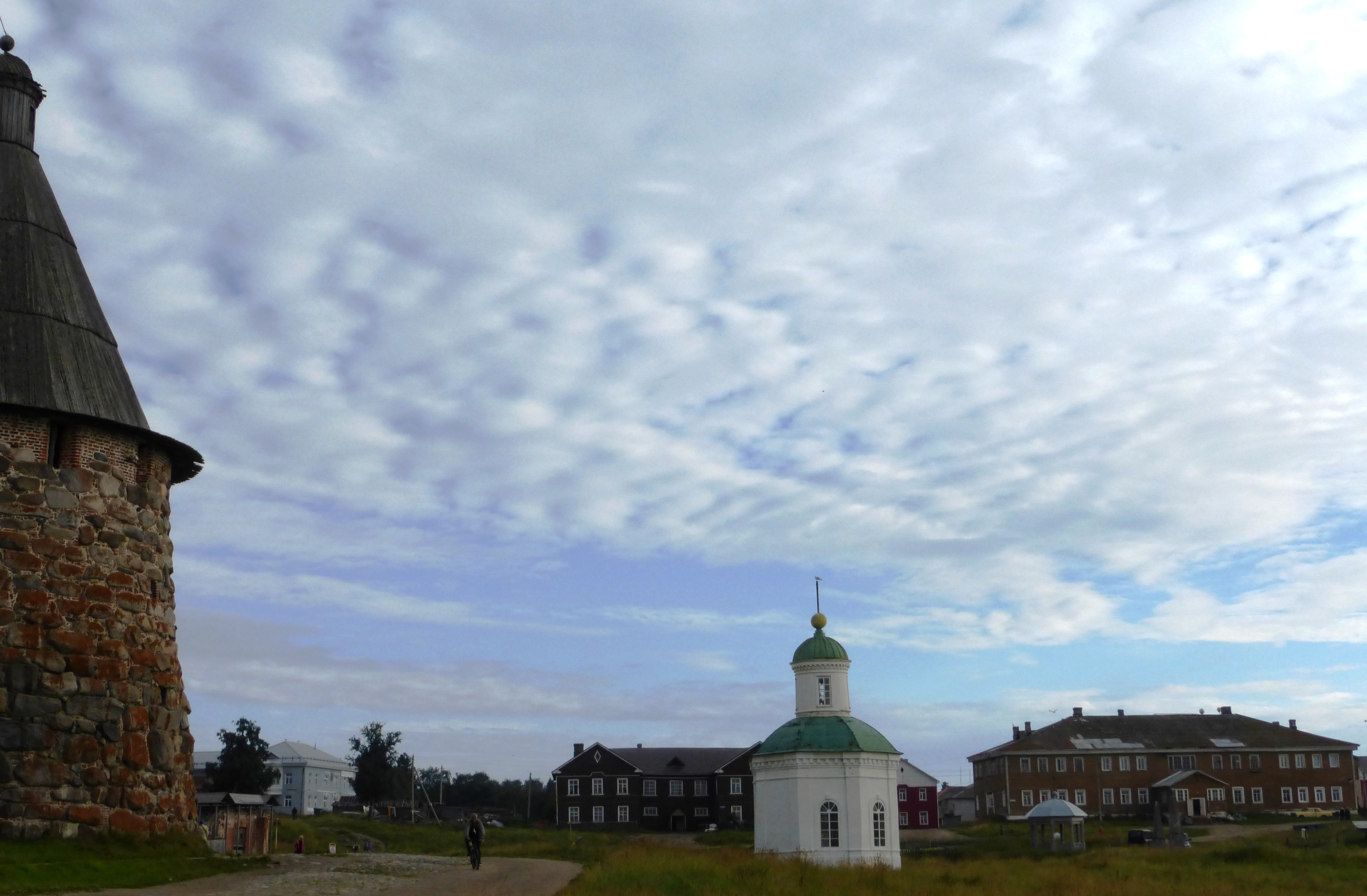
نمایی از منطقهٔ مسکونی سولووتسکی در استان آرخانگلسک - ۲۰۱۶

سولووتسکی (به لاتین: Solovetsky) یک منطقهٔ مسکونی در شمال غربی روسیه است که در استان آرخانگلسک واقع شده‌است.